# Claude Rains
William Claude Rains (Londra, 10 agosto 1889 – Laconia, 30 maggio 1967) è stato un attore e docente britannico naturalizzato statunitense.
È conosciuto per le sue interpretazioni del capitano Louis Renault in Casablanca (1942), dell’ex nazista Alexander Sebastian in Notorious (1946), del professor Challenger in Mondo perduto (1960) e del consulente politico militare dei britannici Mr. Dryden in Lawrence d'Arabia (1962). Sempre nel 1962 registra, insieme al pianista Glenn Gould, l'opera musico-teatrale Enoch Arden di Richard Strauss.

## Biografia
Nato con il nome di battesimo di William Claude Rains a Camberwell, Londra, crebbe, secondo le memorie di sua figlia, "con un forte accento londinese cockney e un certo impedimento nel parlare". Tuttavia il suo talento per la recitazione venne scoperto e apprezzato da sir Herbert Beerbohm Tree, fondatore della Royal Academy of Dramatic Art, che diede a Rains lezioni di dizione per aiutarlo a vincere le sue difficoltà nel dialogo. In seguito lo stesso Rains insegnò come docente nella stessa scuola di recitazione, insieme a John Gielgud e Laurence Olivier.
Rains prestò servizio militare durante la prima guerra mondiale e restò coinvolto in un attacco condotto con il gas, a causa del quale restò parzialmente cieco a un occhio per il resto della sua vita, riuscendo tuttavia a ottenere il grado di capitano. Dopo essersi fatto un certo nome in teatro, dopo la guerra cercò di debuttare sul grande schermo, ma i suoi primi provini cinematografici si rivelarono un disastro. Durante uno di questi provini il noto regista James Whale lo sentì parlare e, colpito dalla sua voce, lo ingaggiò per interpretare la sua pellicola L'uomo invisibile (1933).
Dopo il successo del film, la Universal Studios cercò di scritturare Rains come protagonista di altre pellicole horror, ma l'attore si svincolò da questo stereotipo per interpretare una più vasta gamma di ruoli, dal principe Giovanni Senza Terra nell'avventuroso La leggenda di Robin Hood (1938), a Joseph Harrison Paine, senatore corrotto nella commedia Mr. Smith va a Washington (1939), che gli valse una candidatura al Premio Oscar come miglior attore non protagonista, fino alla sua celebre interpretazione del capitano di polizia Renault in Casablanca (1942).
Negli anni cinquanta e sessanta, pur essendo meno presente sugli schermi, continuò a prendere parte a produzioni importanti come Lawrence d'Arabia (1962) e La più grande storia mai raccontata (1965). Grazie alla sua voce, venne chiamato dalla Capitol Records per registrare le storie della Bibbia per i bambini.
In cura per cirrosi epatica, a 77 anni la mattina di martedì 30 maggio 1967 in casa venne colpito da un'emorragia addominale; portato al Lakes Region Hospital di Laconia, non sopravvisse. Venne sepolto a Moultonborough, nel Red Hill Cemetery.

## Vita privata
Rains divenne cittadino statunitense nel 1936. Fu sposato sei volte: con l'attrice Isabel Jeans (dal 1913 al 1915), con Marie Hemingway (1920), con Beatriz Thomas (dal 1924 al 1935), con Frances Propper (dal 1935 al 1956), con la pianista Agi Jambor (dal 1959 al 1960) e con Rosemary Clark Schrode (dal 1960 fino alla morte di lei nel 1964).
Nel 1941, durante il matrimonio con Frances Propper, acquistò una fattoria settecentesca di 360 acri in Pennsylvania, la Stock Grange Farm, alla quale dedicò il suo tempo tra un film e l'altro. Con la fine del matrimonio l'attore decise di vendere la fattoria per trasferirsi nel New Hampshire, dopo aver comprato una casa a Sandwich. 
Nel 2008 venne pubblicata negli Stati Uniti la sua biografia, scritta da David J. Skal e dall'unica figlia dell'attore, Jessica (nata il 24 gennaio 1938), avuta dalla quinta moglie Frances Propper.

## Filmografia

### Cinema
- Build Thy House, regia di Fred Goodwins (1920)
- L'uomo invisibile (The Invisible Man), regia di James Whale (1933)
- Delitto senza passione (Crime Without Passion), regia di Ben Hecht e Charles MacArthur (1934)
- The Man Who Reclaimed His Head, regia di Edward Ludwig (1934)
- L'uomo che vide il futuro (The Clairvoyant), regia di Maurice Elvey (1934)
- Mystery of Edwin Drood, regia di Stuart Walker (1935)
- L'avamposto (The Last Outpost), regia di Louis J. Gasnier e Charles Barton (1935)
- Hearts Divided, regia di Frank Borzage (1936)
- Avorio nero (Anthony Adverse), regia di Mervyn LeRoy (1936)
- Stolen Holiday, regia di Michael Curtiz (1937)
- Il principe e il povero (The Prince and the Pauper), regia di William Dieterle e William Keighley (1937)
- Vendetta (They Won't Forget), regia di Mervyn LeRoy (1937)
- Bandiere bianche (White Banners), regia di Edmund Goulding (1938)
- Occidente in fiamme (Gold Is Where You Find It), regia di Michael Curtiz (1938)
- La leggenda di Robin Hood (The Adventures of Robin Hood), regia di Michael Curtiz e William Keighley (1938)
- Quattro figlie (Four Daughters), regia di Michael Curtiz (1938)
- Hanno fatto di me un criminale (They Made Me a Criminal), regia di Busby Berkeley (1939)
- Il conquistatore del Messico (Juarez), regia di William Dieterle (1939)
- Sons of Liberty, regia di Michael Curtiz (1939)
- Profughi d'amore (Daughters Courageous), regia di Michael Curtiz (1939)
- Mr. Smith va a Washington (Mr. Smith Goes to Washington), regia di Frank Capra (1939)
- Four Wives, regia di Michael Curtiz (1939)
- Saturday's Children, regia di Vincent Sherman (1940)
- Lo sparviero del mare (The Sea Hawk), regia di Michael Curtiz (1940)
- La signora dai capelli rossi (Lady with Red Hair), regia di Curtis Bernhardt (1940)
- Four Mothers, regia di William Keighley (1941)
- L'inafferrabile signor Jordan (Here Comes Mr. Jordan), regia di Alexander Hall (1941)
- L'uomo lupo (The Wolf Man), regia di George Waggner (1941)
- Delitti senza castigo (Kings Row), regia di Sam Wood (1942)
- Ondata d'amore (Moontide), regia di Archie Mayo (1942)
- Perdutamente tua (Now, Voyager), regia di Irving Rapper (1942)
- Casablanca, regia di Michael Curtiz (1942)
- Per sempre e un giorno ancora (Forever and a Day), regia di Edmund Goulding e Cedric Hardwicke (1943)
- Il fantasma dell'opera (Phantom of the Opera), regia di Arthur Lubin (1943)
- Il giuramento dei forzati (Passage to Marseille), regia di Michael Curtiz (1944)
- La signora Skeffington (Mr. Skeffington), regia di Vincent Sherman (1944)
- Strange Holiday, regia di Arch Oboler (1945)
- Questo nostro amore (This Love of Ours), regia di William Dieterle (1945)
- Cesare e Cleopatra (Caesar and Cleopatra), regia di Gabriel Pascal (1945)
- Notorious - L'amante perduta (Notorious), regia di Alfred Hitchcock (1946)
- L'infernale avventura (Angel on My Shoulder), regia di Archie Mayo (1946)
- Il prezzo dell'inganno (Deception), regia di Irving Rapper (1946)
- L'alibi di Satana (The Unsuspected), regia di Michael Curtiz (1947)
- Sogno d'amanti (The Passionate Friends), regia di David Lean (1948)
- La corda di sabbia (Rope of Sand), regia di William Dieterle (1949)
- La colpa della signora Hunt (Song of Surrender), regia di Mitchell Leisen (1949)
- La torre bianca (The White Tower), regia di Ted Tetzlaff (1950)
- Una rosa bianca per Giulia (Where Danger Lives), regia di John Farrow (1950)
- Il vascello misterioso (Sealed Cargo), regia di Alfred L. Werker (1951)
- Illusione (The Man Who Watches Trains Go By), regia di Harold French (1952)
- Lisbon, regia di Ray Milland (1956)
- La mia terra (This Earth Is Mine), regia di Henry King (1959)
- Mondo perduto (The Lost World), regia di Irwin Allen (1960)
- Il pianeta degli uomini spenti, regia di Antonio Margheriti (1961)
- Lawrence d'Arabia (Lawrence of Arabia), regia di David Lean (1962)
- La notte del delitto (Twilight of Honor), regia di Boris Sagal (1963)
- La più grande storia mai raccontata (The Greatest Story Ever Told), regia di George Stevens (1965)

### Televisione
- The Kaiser Aluminum Hour – serie TV, episodio 1x05 (1956)
- The Alcoa Hour – serie TV, episodio 1x16 (1956)
- Alfred Hitchcock presenta (Alfred Hitchcock Presents) – serie TV, episodi 1x20-2x24-4x20 -6x22-7x15 (1956-1962)
- Gli uomini della prateria (Rawhide) – serie TV, episodio 5x18 (1963)
- Il reporter (The Reporter) – serie TV, episodio 1x11 (1964)

## Doppiatori italiani
- Amilcare Pettinelli in L'uomo che vide il futuro, Avorio nero (1º ridoppiaggio), Il principe e il povero (1º ridoppiaggio), Quattro figlie, Hanno fatto di me un criminale, Il conquistatore del Messico, Mr. Smith va a Washington, Perdutamente tua, Casablanca, Il giuramento dei forzati, Notorious - L'amante perduta, Il prezzo dell'inganno, La corda di sabbia, La colpa della signora Hunt, Lisbon, La mia terra, Mondo perduto
- Corrado Racca in La leggenda di Robin Hood, La signora Skeffington
- Guido Notari in L'uomo lupo
- Sandro Ruffini in Il fantasma dell'Opera
- Roldano Lupi in Il vascello misterioso
- Augusto Marcacci in L'inafferrabile signor Jordan (1º ridoppiaggio)
- Stefano Sibaldi in Il pianeta degli uomini spenti
- Bruno Persa in Lawrence d'Arabia[3]
- Lauro Gazzolo in La più grande storia mai raccontata
- Vittorio Di Prima in L'uomo invisibile (ridoppiaggio)[4]
- Elia Iezzi in La leggenda di Robin Hood (ridoppiaggio)
- Dario Penne in Mr. Smith va a Washington (ridoppiaggio)
- Omero Antonutti in  L'uomo lupo (ridoppiaggio)
- Luca Ernesto Mellina in Perdutamente tua (ridoppiaggio)

## Riconoscimenti
- Premio Oscar
  - 1940 – Candidatura al miglior attore non protagonista per Mr. Smith va a Washington
  - 1944 – Candidatura al miglior attore non protagonista per Casablanca
  - 1945 – Candidatura al miglior attore non protagonista per La signora Skeffington
  - 1947 – Candidatura al miglior attore non protagonista per Notorious - L'amante perduta